# Wesoła Baśka (obraz Olgi Boznańskiej)
Wesoła Baśka, Wesoła Basia - obraz olejny polskiej malarki Olgi Boznańskiej namalowany w roku 1891. Znajduje się w zbiorach Muzeum Narodowego w Krakowie (nr inw.: MNK II-b-1062). Portret przedstawia kobietę w kapeluszu, z narzuconą chustą na ramię. Kobieta o imieniu Baśka uśmiecha się. Obraz sygnowany przez autorkę w prawym dolnym rogu: "Olga Boznańska 91". Obraz został najprawdopodobniej namalowany w Monachium.

## Udział w wystawach
- Cyfrowe Dziedzictwo Kulturowe
- Wystawa retrospektywna portretu polskiego w okresie od 1854-1954 w stuletni jubileusz Towarzystwa Przyjaciół Sztuk Pięknych, 1954-03-20 - 1954-04-30; Towarzystwo Przyjaciół Sztuk Pięknych w Krakowie[1]